# Rue Louis-Puteaux
La rue Louis-Puteaux est une voie du 17e arrondissement de Paris, en France.

## Situation et accès

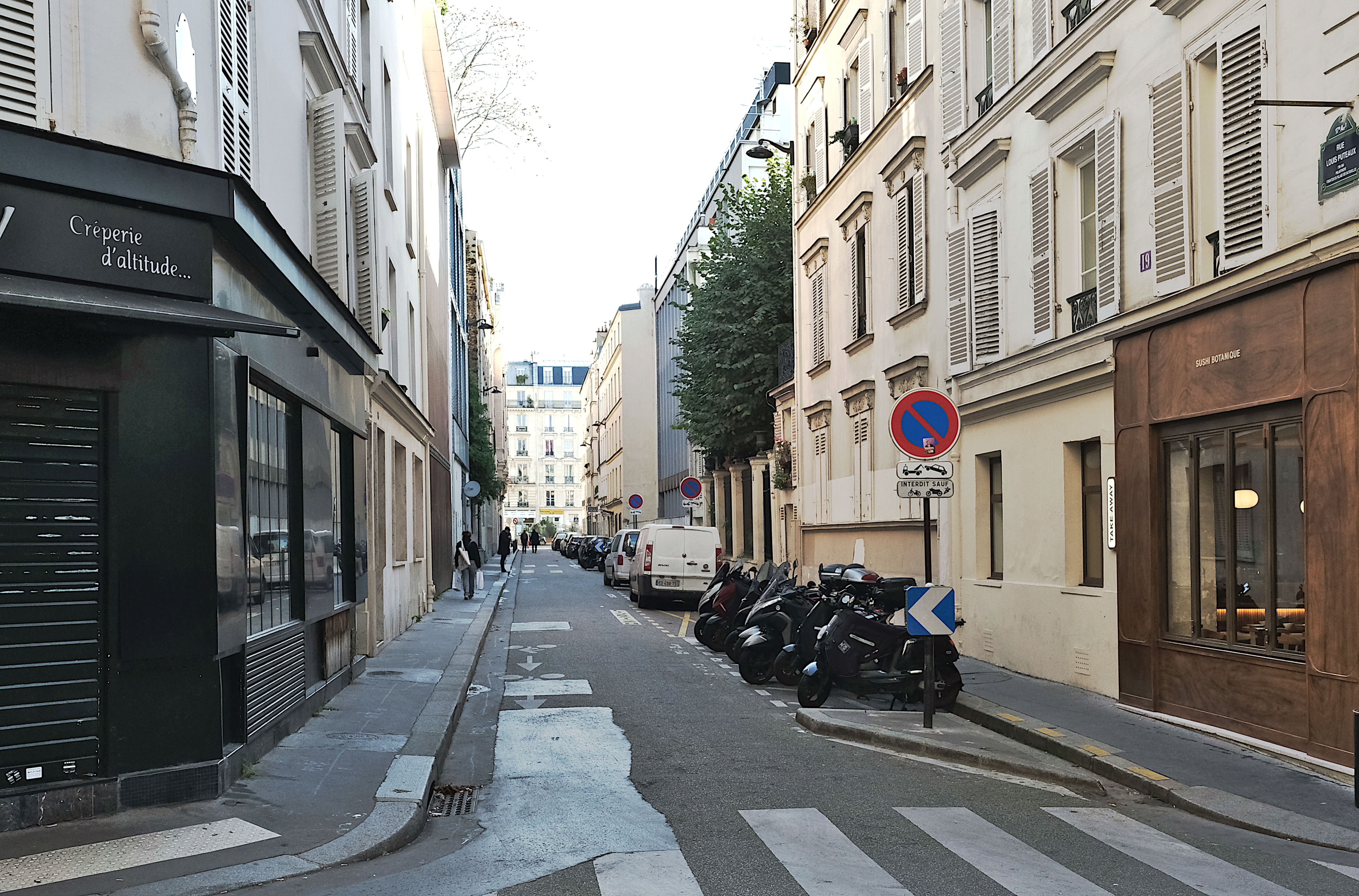
La rue Louis-Puteaux depuis la rue des Dames (2024).

La rue Louis Puteaux est une voie publique située dans le 17e arrondissement de Paris. Elle débute au 52, boulevard des Batignolles et se termine au 59, rue des Dames.

## Origine du nom

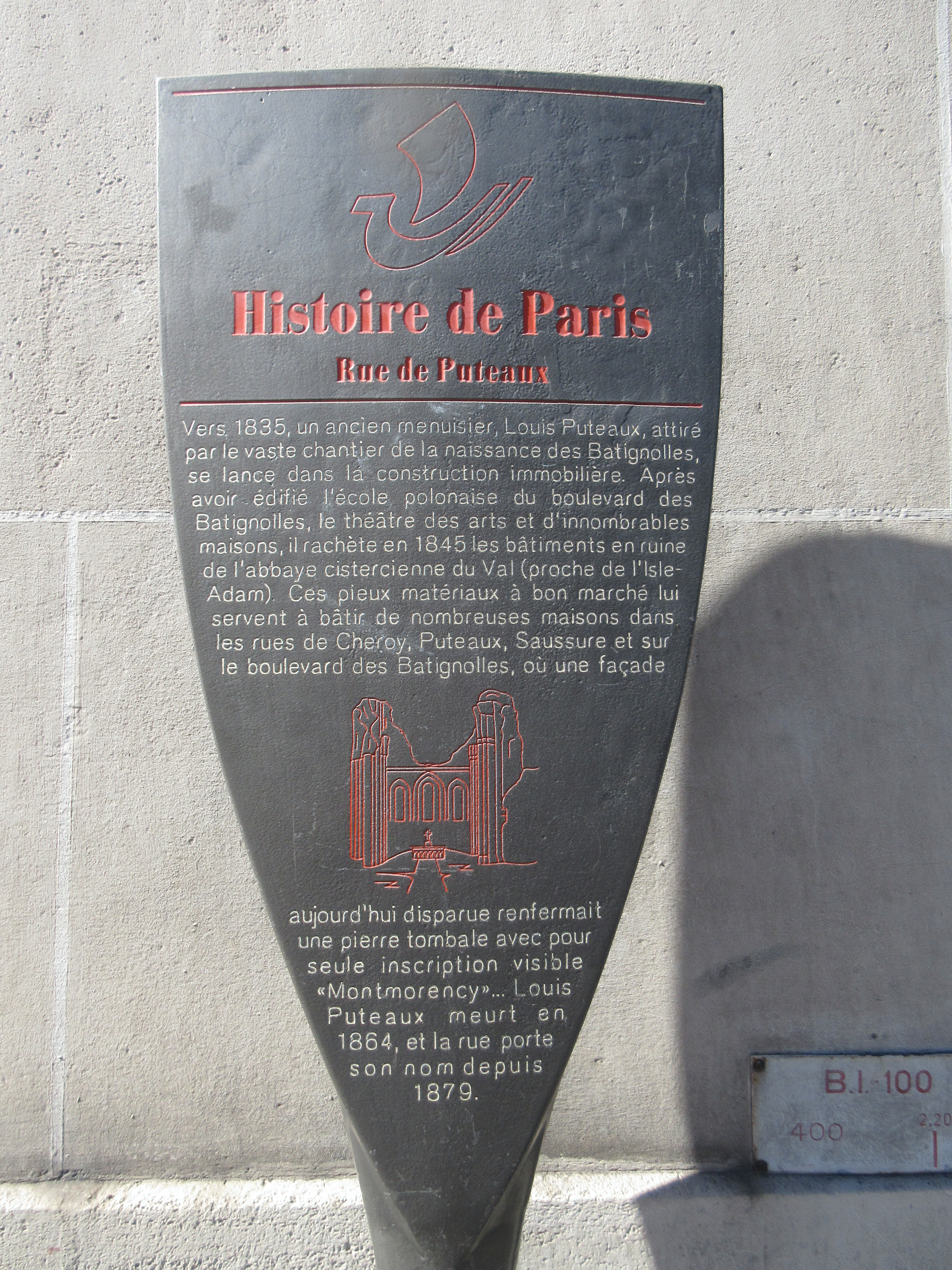
Panneau Histoire de Paris.

Elle tient son nom de Louis François Puteaux (Chéroy, 1780 - Batignolles-Paris, 19 avril 1864), promoteur parisien et conseiller municipal du village des Batignolles, dont il fut l’un des fondateurs (cf. Projet Puteaux, 1848, Paris, imp. Léautey). En 1822, il imagine des logements aérés à un prix modique pour désengorger le centre de Paris : « [Sur des terrains] où s’étendaient des champs presque nus, il conçut […] une ville. L’empereur Napoléon III ne s’y intéressa sérieusement qu’en 1848 pour « remédier [au] mal qui menaçait les populations ouvrières » (ibid.). « Pendant cinquante ans, M. Puteaux s’est occupé de l’industrie du bâtiment. Il a construit […] plus de quarante maisons dans le quartier de la Madeleine, où existe un passage qui porte son nom » (ibid.), le passage Puteaux (voir aussi rue de Chéroy). Egalement ébéniste de grand talent, on peut admirer certains des meubles réalisés par ses soins au musée Carnavalet (don de sa fille en 1926) comme au musée du Louvre.
Louis Puteaux eut un fils, Lucien (1832-1896), conseiller municipal de Paris, conseiller général de la Seine, président de la Société de secours mutuels du 17e arrondissement, chevalier de la Légion d'honneur et officier de l'Instruction publique, et deux filles, Louise Elisa, épouse Colomb († 13 mars 1914) et Adélaïde Sophie (1835-1928), épouse de Léon Droux (1829-1898), ingénieur civil, inventeur dans l'industrie de la glycérine et de la stéarine, chevalier de la Légion d'honneur, officier de l'Instruction publique et également maire des Batignolles (voir rue Léon-Droux).
Louis Puteaux et sa famille sont enterrés dans le caveau familial du cimetière des Batignolles.
Un panneau Histoire de Paris installé 52 boulevard des Batignolles rappelle cette histoire. L'établissement scolaire mentionné sur la plaque est l'École polonaise des Batignolles, construite au no 56 du boulevard et remplacé en 1874 par l'École normale d'institutrices de Paris.

## Historique
Cette voie de l'ancienne commune des Batignolles (commune supprimée au 1er janvier 1860, devenant alors une partie du nouvel arrondissement qu'est le 17e arrondissement de Paris) est formée alignée, sous le nom de « rue Puteaux », par arrêté du 26 juin 1852.
Classée dans la voirie parisienne par décret du 23 mai 1863 elle devient « rue d'Arcet », du nom d'un propriétaire, par décret du 24 août 1864.
La voie reprend sa dénomination initiale (toutefois, « rue de Puteaux » devient « rue Puteaux ») par arrêté du 10 novembre 1873. 
Par délibération des 11, 12 et 13 octobre 2022 et sur proposition de l'adjointe à la maire de Paris Karen Taïeb, le Conseil de Paris décide que la  « rue Puteaux » prend le nom de « rue Louis-Puteaux » pour éviter toute confusion avec la commune éponyme.

## Bâtiments remarquables et lieux de mémoire

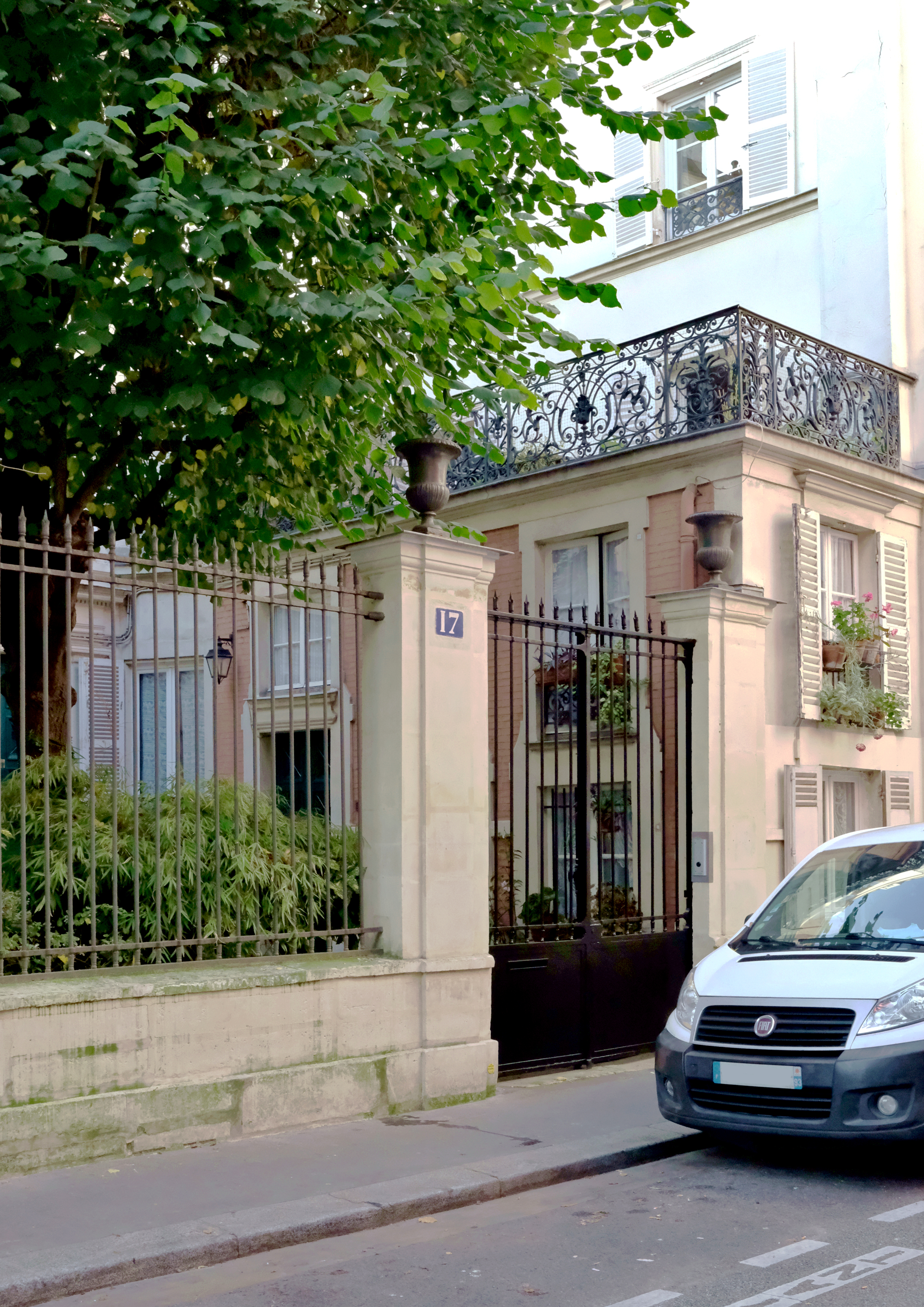
N°17.

- No 8 : Grande Loge de France, située depuis 1910 dans les locaux d'un ancien couvent de moines franciscains, construit en 1840.